# ریموند تی. اودیرنو
ریموند تی. اودیرنو (انگلیسی: Raymond T. Odierno؛ زادهٔ ۸ سپتامبر ۱۹۵۴ – درگذشتهٔ ۸ اکتبر ۲۰۲۱) ژنرال نیروی زمینی ایالات متحده آمریکا بود، که در فاصله سال‌های ۲۰۱۱ تا ۲۰۱۵ به‌عنوان سی و هشتمین رئیس ستاد نیروی زمینی ایالات متحده آمریکا فعالیت می‌کرد.
اودیرنو فعالیت نظامی را از سال ۱۹۷۶ در نیروی زمینی آمریکا آغاز کرد، از ۲۰۰۱ تا ۲۰۰۴ فرماندهی لشکر ۴ پیاده را در خلال جنگ عراق برعهده داشت، از ۲۰۰۶ تا ۲۰۰۸ فرمانده سپاه سوم زرهی بود، از ۲۰۰۸ تا ۲۰۱۰ به‌عنوان فرمانده نیروی چندملیتی عراق فعالیت می‌کرد و از ۲۰۱۰ تا ۲۰۱۱ فرماندهی ستاد مشترک نیروهای ایالات متحده را برعهده داشت.